# Pavel Kuka
Pavel Kuka (Praga, 19 de julio de 1968) es un exfutbolista checo que se desempeñaba como delantero y jugó para las selecciones de Checoslovaquia y República Checa.

## Clubes
| Club                 | País            | Año         |
| -------------------- | --------------- | ----------- |
| FK Union Cheb        | Checoslovaquia  | 1987 - 1989 |
| Slavia Praga         | República Checa | 1989 - 1993 |
| 1. FC Kaiserslautern | Alemania        | 1994 - 1998 |
| 1. FC Nürnberg       | Alemania        | 1998 - 1999 |
| VfB Stuttgart        | Alemania        | 1999 - 2000 |
| Slavia Praga         | República Checa | 2000 - 2005 |
| FK Marila Příbram    | República Checa | 2005        |

## Palmarés
1. FC Kaiserslautern
- Bundesliga: 1997-98
- Copa de Alemania: 1996